# Electra (Sófocles)

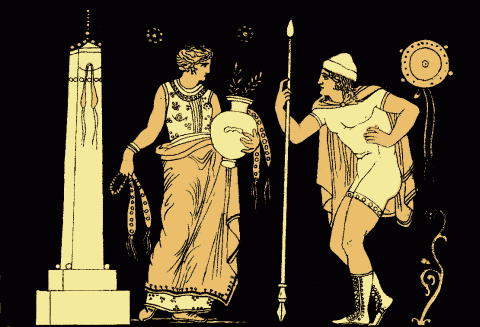
Electra e Orestes por Alfred Church

Electra (em grego, Ηλέκτρα) é uma tragédia grega de Sófocles cuja data de apresentação não se sabe ao certo, talvez tenha sido entre 420 e 410 a.C.

## Traduções
Do grego, há a tradução brasileira de Mário da Gama Kury (em verso) e a portuguesa de E. Dias Palmeira (em prosa), além da de Domingos Paschoal Cegalla (feita diretamente do grego).